# José Marraco y Ferrer
José Marraco y Ferrer (Barcelona, 6 de abril de 1835 – Barcelona, 7 de diciembre de 1913) fue un instrumentista (pianista, organista, violinista), compositor y maestro de capilla español.

## Vida
Recibió las primeras enseñanzas musicales de su padre, el músico y compositor José Marraco y Xauxas. Ingresó en la capilla del Palacio Real Menor de Barcelona como escolán del coro. Allí estudió solfeo con el organista y el maestro de capilla de la iglesia, el presbítero Francesc Moliner. El maestro de piano Bernat Calvó y Puig fue quien le introdujo en los estudios de composición, los cuales continuó y perfeccionó con el director y maestro de capilla de la Catedral, Mateo Ferrer, y posteriormente con el compositor de música sacra Ramon Vilanova. Estudió violín con su tío materno Joan Ferrer.
Fue un destacado violinista en la orquesta del Teatro Principal de Barcelona, donde entró como primer violín tutti. Más tarde, en esta misma orquesta, pasó a ser maestro acompañando al clave, función hasta entonces ejercida por su maestro Mateo Ferrer. Un tiempo después hizo la misma función en la orquesta del Gran Teatro del Liceo, donde también dirigió los coros.
En 1862 hizo un viaje a la capital francesa, París, en el que fue acogido por el compositor italiano Gioachino Rossini.
A partir de 1864, tras la muerte de Mateo Ferrer, relevó a su padre, que había suplido la baja, en el cargo de maestro de capilla de la Catedral de Barcelona (continuando una larga lista de grandes maestros de capilla, como Juan Pablo Pujol, Juan Barter, Francisco Valls, Pedro Rabassa, Francisco Mariner, Francisco Queralt, Carlos Baguer, Mateo Ferrer). Ocupó la plaza una cincuentena de años, hasta su fallecimiento, y se hizo famoso por sus improvisaciones al órgano.
Su hijo, Alexandre Marraco y Roca también fue compositor. Su sobrino y discípulo José Sancho Marraco, músico y compositor, le sustituyó como maestro de capilla de la catedral.

## Obra
Se inició como compositor de muy joven. Sus primeras obras son de 1850, cuando Marraco tenía quince años. Tuvo un gran prestigio en la época. Su obra es extensa y comprende un número importante de piezas de música sacra: como una docena de misas, motetes y rosarios, danzas y una sinfonía hecha por encargo del Ayuntamiento de Barcelona en obsequio a Isabel II, que se estrenó 1860 en el Teatro de los Campos Elíseos. Entre su producción destaca la Misa de Réquiem por los muertos de la Guerra de África y un Te-Deum en conmemoración de los veinticinco años de pontificado de Pío IX. En la Biblioteca de Cataluña se conservan varias obras, que forman parte del Fondo Josep Sancho i Marraco. En este fondo también podemos encontrar un gran número de composiciones originales de bailables.
Fue un compositor conservador en lo que respecta al estilo de escritura de su música. La influencia de compositores importantes de su época como Felipe Pedrell, no caló en su estilo, que se mantuvo impermeable a las nuevas influencias. El repertorio operístico fue de gran influencia en su obra, tanto religiosa como profana. Su escritura orquestal estaba hecha a imagen de la tendencia de la primera mitad del siglo XIX. Al final de su carrera musical tendió a componer de forma más sencilla y simple.
Formó parte de muchos tribunales de oposiciones de las capillas de música más importantes de Cataluña y de otros jurados. En 1880 formó parte del jurado que eligió la música de Josep Rodoreda para acompañar la letra del Virolai que había escrito Jacinto Verdaguer.

### Obras profanas
- Bailables, para orquesta o pequeña orquesta. Algunos con/para instrumento solista:
  - 29 contradanzas: Las avecillas de Mayo (1853), Busens (1851), Las dos tórtolas (1862), Los gorriones (1865), La juarata (1853), La mora (1853), etc.
  - 3 rigodones: La Alhambra (1858), Faust (1848), Los moriscos (1852)
  - 48 valses: El africano (1852), El almirante (1865), El Callao (1866), Los canarios (1866), Faust (1864), Gran vals a San Quintín (1867), Gran vals de dos trompas (1855), La inauguración del verano (1863), El látigo (1854), Los pajaritos (1862), El príncipe real (1858), etc.
  - 8 chotis: El apasionado a las hermosas (1855), El arlequín (1853), El consulado (1853), El Gran Rossini (1862), El militar (1865), etc.
  - 3 varsovianas: Varsoviana La Juanita, 2 Varsoviana de dos Cornetines (1853 y 1856).
  - 2 polcas: Polca Mazurca de dos Cornets (1854), Polcha con dos Cornets (1854).
  - 2 pilés: Pilé de Clarinete y Corneto (1854), Pilé (1855).
  - 1 galope: La Bacanal (1859)
  - 1 americana: Americana (?)
- 3 caprichos: 1º (1853), 2º (1855), 3º (1857) para orquesta.
- La corte (1860), sinfonía para orquesta dedicada a Isabel II en su visita a la ciudad de Barcelona.
- Himno para San Felio (1857), Ymno (1855), para coro y orquesta.
- Paso a tres (1856), para orquesta.

### Obras religiosas
- 12 misas: Misa alternada de Réquiem (1872), a cuatro voces, contrabajo y armonio; Misa de Réquiem (1860), para dos coros y orquesta, en honor de los voluntarios catalanes muertos en la Guerra de África; Misa de Réquiem (1869), para viola, fagotes, violonchelos y contrabajos, dedicada al general Dulce, etc.
- Ofertorio fúnebre, para quinteto de cuerda y acompañamiento. Introito de la Misa de Réquiem compuesta 1860.
- 2 credo (1853 y 1856)
- Letanía (1853), para dos coros y orquesta.
- Letrilla en el Corazón de Jesús (1879), letra de Félix Sardá y Salvany
- 2 motetes: O Saludarios (1866), para bajo y órgano; O Salutaris (1876), para tenor y órgano.
- 2 rosarios (1854 y 1863), para orquesta.
- Te Deum (1871), para gran orquesta.
- Trisagio (1895), para 5 voces, violonchelo, contrabajo y órgano. Trisagio (1898), para 4 voces, cuerda u órgano.
- Salve, para dos voces, clarinete y trombón.
- Tota pulchra (1849, el autor tenía 14 años).
- Sequentia para la Pascua de Resurrección (1864), para dos coros y orquesta.
- Regina Celi, para cuatro voces mixtas.